# Lugnuts de Lansing
 (signalé en mai 2025).
Si vous disposez d'ouvrages ou d'articles de référence ou si vous connaissez des sites web de qualité traitant du thème abordé ici, merci de compléter l'article en donnant les références utiles à sa vérifiabilité et en les liant à la section « Notes et références ».
- Archive Wikiwix
- Bing
- Cairn
- DuckDuckGo
- E. Universalis
- Gallica
- Google
- G. Books
- G. News
- G. Scholar
- Persée
- Qwant
- (zh) Baidu
- (ru) Yandex
- (wd) trouver des œuvres sur Wikidata

Les Lugnuts de Lansing (en anglais : Lansing Lugnuts) sont une équipe professionnelle de baseball, de niveau A, basée à Lansing, dans l'État américain du Michigan. Affiliés depuis 2021 à la formation de baseball majeur des Athletics, les Lugnuts évoluent dans les ligues mineures en Midwest League.